# 86 a.C.
L'86 a.C. (LXXXVI a.C. in numeri romani) è un anno  del I secolo a.C.

## Eventi

### Prima Guerra Mitridatica
- 1º marzo: Lucio Cornelio Silla espugna Atene alleatasi a Mitridate VI del Ponto, la saccheggia e rimuove il tiranno Aristione.
- Lucio Licinio Lucullo sconfigge Mitridate nella battaglia di Tenedos.
- Battaglia di Cheronea. L'esercito di Silla sconfigge l'esercito di Mitridate, guidato dal generale Archelao.
- Il popolo illirico dei Dardani si allea con Mitridate, ma viene sconfitto da Silla

## Nati
- 1º ottobre - Gaio Sallustio Crispo, storico, politico e senatore romano († 34 a.C.)
- Fausto Cornelio Silla, militare romano († 46 a.C.)
- Buru di Buyeo, re coreano († 48 a.C.)

## Morti
- 13 gennaio - Gaio Mario, generale e politico romano (n. 157 a.C.)
- 1º marzo - Aristione, filosofo, diplomatico e militare greco antico
- Marco Antonio Oratore, politico, militare e oratore romano (n. 143 a.C.)
- Jin Midi, politico e generale cinese (n. 134 a.C.)